# Election 2
Pour les articles homonymes, voir Élection (homonymie).
Série
Election
(2005)
Pour plus de détails, voir Fiche technique et Distribution.
Election 2 (黑社會以和為貴, Hak se wui yi wo wai kwai) est un film hongkongais réalisé par Johnnie To, sorti en 2006. Il est la suite d'Election, sorti l'année précédente.

## Synopsis
Deux années se sont écoulées et le mandat de Lok arrive à son terme ; mais celui-ci, déterminé à conserver son poste au sein de la Société, va contre la tradition démocratique de la Wo shing et entame une guerre pour le pouvoir face à Jimmy, contraint de se présenter sous peine de voir ses affaires immobilières anéanties par les autorités chinoises.

## Fiche technique
- Titre : Election 2
- Titre original : 黑社會以和為貴
- Réalisation : Johnnie To
- Scénario : Yau Nai-hoi et Yip Tin-shing
- Musique : Robert Ellis-Geiger
- Photographie : Cheng Siu-keung
- Montage : Law Wing-cheong et Jeff Cheung
- Costumes : Stanley Cheung
- Pays d'origine : Hong Kong
- Format : Couleurs - 2,35:1 - Dolby Digital - 35 mm
- Genre : Film de gangsters, drame et thriller
- Durée : 92 minutes
- Date de sortie : 4 avril 2006
- Film interdit aux moins de 12 ans lors de sa sortie en France

## Distribution
- Louis Koo : Jimmy
- Simon Yam : Lok
- Nick Cheung : Jet
- Cheung Siu-fai : Mr. So
- Gordon Lam : Kun
- Lam Suet : Big Head
- Wang Tian-lin : Oncle Teng
- Tam Ping-man : Oncle Cocky
- Mark Cheng : Bo
- Yong You : Black Ren/Chef du bureau de la sécurité chinois